# 박종진 (1934년)
박종진(朴鍾振, 1934년 8월 31일~2013년 4월 23일)은 대한민국의 정치인이다. 경기도 광주군수, 초대 경기도 광주시장 등을 지냈다. 경기도 광주 출신.

## 이력
- 1934년 경기도 광주군 경안면 태전리(현 광주시 태전동) 출생[1]

### 학력
- 광주초등학교 졸업[1]
- 광주중학교 졸업
- 광주종합고등학교 졸업
- 국민대 산업경제학과 학사[1]

### 경력
- 1963년 국민의당 광주·이천 지구당 위원장
- 1964년 국회부의장 정책비서실장(서기관급)
- 1966년 신민당 중앙당 조직부장, 신민당 중앙당 정책위원 및 중앙상무위원
- 신민당 지구당 위원장
- 유엔국제사면위원회 한국위원회 위원 역임
- 한국농민회 중앙회 부회장 역임
- 1972년 민주회복 국민회의 전국조직위원장 역임
- 1974년 민주통일당 지구당 위원장(성남, 광주, 여주, 이천) 민주통일당 중앙당 상공위원회위원장 역임
- 1978년 제 10대국회의원 입후보, 한국유신수난지회 회장 역임
- 1980년 정치활동규제
- 1983년 정치활동규제 제2차 해제, 정치해금동지회 운영위원 역임
- 1990년 광주시 특별대책지역지정반대투쟁위원회 공동위원장
- 1992년 제14대 국회의원 입후보, 민주동우회 경기도지부장(평민당 김대중 대통령후보 경기도 선거대책지부장)
- 1993년 민주당 하남·광주 지구당 상임고문
- 1995년 초대민선 광주군수 당선
- 경기도 동부지역시장·군수협의회장 역임
- 1996년~98년 경기도내 시장·군수협의회 수석부회장 역임
- 1998년 광주군수(민선2기)
- 2001년 3월 광주군이 시로 승격하면서 경기도 광주시 시장[1]

### 사망
- 폐암 진단을 받고 수원 아주대병원에서 입원치료 중 사망하였다.

## 역대 선거 결과
|  | 7.62% |

|  | 9.99% |

|  | 43.16% |

|  | 100.00% |

|  | 38.02% |